# NGC 934
NGC 934 (również PGC 9352 lub UGC 1926) – galaktyka soczewkowata znajdująca się w gwiazdozbiorze Wieloryba. Odkrył ją Wilhelm Tempel w 1876 roku.